# Stonehouse, Devon
Stonehouse är en stadsdel i Plymouth i grevskapet Devon, i England. East Stnehouse var en civil parish fram till 1974. Civil parish hade 7 770 invånare år 1951. East Stonehouse var ett distrikt från 1894 till 1914 när blev den en del av Plymouth. Byn nämndes i Domedagsboken (Domesday Book) år 1086, och kallades då Stanehus.